# Nias
Nīas (tiếng Indonesia: Pulau Nias, tiếng Nias: Tanö Niha) là một hòn đảo phía bờ Tây của Sumatra, Indonesia.
Nias là một hòn đảo trong dãy quần đảo nằm dọc theo bờ biển ngăn cách với Sumatra bằng eo biển Mentawai; Simeulue ở vị trí 140 km Tây bắc, và quần đảo Batu 80 km Đông nam. Quần đảo này trồi lên mặt nước tại Nusa Tenggara trong dãy quần đảo đầy núi non Sumba và Timor.
Đảo Nias tọa lạc tại 1°6′B 97°32′Đ / 1,1°B 97,533°Đ, và có diện tích 4.771 km² với đa số là các vùng đất thấp chỉ cao hơn mặt biển khoảng 800 m.

## Chính quyền
Nias là đảo lớn nhất của Sumatra và là một phần của tỉnh Bắc Sumatra. Vùng này bao gồm 131 đảo và Nias là đảo lớn nhất. Dân số khoảng 639.675 người (kể cả Ono Niha - thổ dân cư ngụ trên đảo, người Malay, người Batak và người Trung quốc).
Từ trước năm 2003, chính quyền Nias theo chế độ nhiếp chính (kabupaten), là một phần của tỉnh Bắc Sumatra. Đến năm 2003, Nias đã phân chia làm hai, Nias và Nias Selatan (Nam Nias). Teluk Dalam là thủ đô của Nias Selatan. Gunung Sitoli là thủ đô của Nias và là trung tâm chính phủ đồng thời là trung tâm giao dịch thương mại.

## Chơi lướt sóng
Nias nổi tiếng thế giới là nơi lướt sóng. Vùng nổi tiếng nhất cho trò chơi này là Lagundri Bay, gần Teluk Dalam, ở bờ phía Nam và được bao bọc bởi bờ biển Lagundri và Sorake. Trong khi chờ đợi những đợt sóng, người chơi lướt sóng có thể ngắm nhìn những con rùa biển đang bơi lội. Ngoài ra còn có hai nơi lý tưởng khác gần quần đảo Hinako là Asu và Bawa. Còn nhiều địa điểm khác ít nổi tiếng hơn, tuy là không đông đúc nhộn nhịp nhưng không kém phần hấp dẫn đang chờ đợi những du khách thích phiêu lưu.
Nias là một phần nổi tiếng của cuộc hành trình Hippie vào thập niên 1960, đặc biệt là những người du hành thích chơi lướt sóng, đã đưa họ đến với Bali. Có nhiều người xác nhận là những đợt sóng ở bờ biển phía Nam Sorake thích hợp cho trò chơi hơn phía bên Maui. Nơi đây đã tổ chức nhiều cuộc thi đấu lướt sóng quốc tế, đặc biệt là trước cuộc Vận động Cải tổ Indonesian.
Mặc dù Nias có truyền thống tốt về lướt sóng, nhưng du khách đến đây để chơi lươt sóng đã giảm dần do các cuộc động đất gần đây (theo nguồn tin không chính xác). Tuy nhiên tình thế này đang dần thay đổi.

## Văn hóa

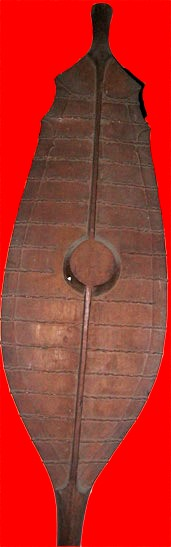
Cái khiên cổ theo nghi lễ của Nias

Mặc dù bị ngăn cách với thế giới nhưng đảo Nias vẫn trao đổi với các nền văn hóa khác, với các hòn đảo khác, và ngay cả với các nước Á châu từ thời tiền sử. Nhiều nhà sử gia và khảo cổ học đã dẫn chứng nền văn hóa địa phương bằng một vài dấu vết còn sót lại của nền văn hóa cự thạch. Tuy rằng những nhận định này vẫn còn đang được tranh cãi, nhưng không thể nghi ngờ là tuy bị cô lập về địa lý, nhưng Nias đã sáng tạo được một nền văn hóa duy nhất của đất nước họ. Nhờ vào sự trao đổi với các thương gia, người dân Nias khám phá rằng du khách là những người phi thường đáng để hoan nghênh.
Nias nổi tiếng nhất nhờ vào tính đa dạng đặc biệt của các đại hội liên hoan và lễ kỷ niệm. Sự kiện nổi bật nhất là Vũ hội Chiến tranh được tổ chức thường xuyên cho du khách, và Nhảy Đá, các thanh niên nhảy qua những tảng đá cao hai mét. Âm nhạc Nias được biểu diễn bởi đa số là phụ nữ đã được thế giới chú ý đến.
Gunungsitoli là nơi có Viện Bảo tàng duy nhất của Nias: Viện Bảo tàng Pusaka Nias (Nias Heritage Foundation) Lưu trữ ngày 9 tháng 10 năm 2007 tại Wayback Machine, là nơi sưu tập trên 6000 di vật liên quan đến di sản văn hóa của Nias. Nơi đây vừa mới xây dựng một tòa nhà mới và phục hồi lại nơi lưu trữ và triển lãm đã bị hư hại bởi trận động đất và sóng thần Tsunami năm 2004.
Tôn giáo chiếm ưu thế là Tin Lành. Sáu trong số bảy người Nía theo đạo Tin Lành; số còn lại theo Hồi giáo (đa số là những di dân từ những nơi khác của Indonesia) hoặc Công giáo. Tuy nhiên gia nhập đạo Tin Lành hoặc Hồi giáo cũng chỉ là tượng trưng; Nias vẫn tiếp tục kỷ niệm những sự kiện văn hóa bản xứ và truyền thống như là biểu hiện chủ yếu cho thần thánh.
Người dân Nias xây cất nhà omo sebua với những cây cột đồ sộ bằng gỗ cứng và mái nhà cao ngất ngưỡng. Kiểu xây cất này không những không bị các bộ lạc khác đánh chiếm mà còn chứng minh tính chất bền bỉ trong các trận động đất.

## Vận chuyển
Để đến Nias, mỗi tuần có một chuyến tàu từ Jakarta đến Gunung Sitoli; hoặc những chuyến phà mỗi ngày từ Sibolga đến Gunung Sitoli, Teluk Dalam, hay là Lahewa; trước cuộc khủng hoảng tài chính Á châu ảnh hưởng đến Indonesia, mỗi ngày có một chuyến bay từ Medan đến Gunungsitoli. Những chuyến bay giảm dần theo cuộc khủng hoảng.
Tuy nhiên kể từ cuộc cải tổ năm 1998, sự vận chuyển đi và đến đảo này trở nên kém đi. Hệ thống đường sá nội địa rất tệ hại. Hệ thống đường hàng không và phà nối liền với các nước khác không đáng tin cậy. Trên đảo có hai bến phà (Gunung Sitoli và Teluk Dalam) và một phi trường (Binaka, gần G. Sitoli ), dịch vụ chủ yếu từ Sibolga và Medan. Tuy nhiên, những công ty phà địa phương thường xuyên phá sản (hoặc phà bị chìm), cho nên chỉ còn lại một bến phà hoạt động không kể giờ giấc. Từ sau trận động đất 2005, sự chuyên chở đã được cải thiện để đáp ứng cho nhu cầu của nền du lịch đang cố gắng khôi phục. Susi Air, SMAC, Merpati Air và UNHAS là những hãng hàng không có chuyến bay đến Gunungsitoli.

### Các Hiệp hội và Tổ chức nhân đạo của Nias
- Association Faomasi (Indonesia - France)
- Howu-Howu.org Lưu trữ ngày 5 tháng 9 năm 2008 tại Wayback Machine
- Informations from the Nias Charitable Foundation Lưu trữ ngày 4 tháng 7 năm 2017 tại Wayback Machine